# Enemy (Noyz Narcos)
Enemy è il quinto album in studio del rapper italiano Noyz Narcos, pubblicato il 13 aprile 2018 dalla Thaurus Music e dalla Universal Music Group.

## Antefatti
L'attività musicale di Noyz Narcos, in seguito alla pubblicazione dell'album Localz Only in collaborazione con Fritz da Cat, era stata limitata alla realizzazione dei singoli stand-alone Training Day (2016), Lobo (2017), realizzato come dissing verso il rapper Jamil che lo aveva criticato nel suo brano Noyz Diss, e Dope Games.
Il 25 marzo 2018, attraverso il proprio profilo Instagram, il rapper ha rivelato l'imminente pubblicazione del suo settimo album in studio, Enemy, alludendo ad una possibile conclusione della sua stessa carriera musicale. Approfondendo quest'ultima parte del suo annuncio, Noyz Narcos ha poi spiegato di avere una concezione dell'hip hop diverso da quello che ormai si è radicata nella nuova scena musicale italiana, tanto da essere stato portato a pensare che i suoi sforzi per realizzare brani conscious potrebbero essere vani.
Il 29 marzo seguente ha annunciato la lista tracce, composta da quindici brani (tra cui i già pubblicati Training Day e Lobo), di cui alcuni registrati in collaborazione con artisti già affermati nella scena, quali Salmo, Achille Lauro, Luchè e Coez. Il giorno successivo è stato pubblicato il primo singolo Sinnò me moro, seguito il 5 aprile dal relativo video musicale.

## Accoglienza
La rivista Rockol ha espresso un giudizio favorevole per l'album, elogiando il rinnovato stile old school di Noyz Narcos, riconoscendone la versatilità nel cimentarsi in brani sperimentali, in collaborazione con artisti di generi musicali diversi (come l'indie e la trap). Il sito Onstage ha definito le sonorità dell'album «fresche ed attuali», sottolineando come la collaborazione con artisti quali Carl Brave x Franco126 abbia contribuito a portare l'album ad un livello superiore (definendo Borotalco come la traccia migliore).
Nelle classifiche di fine 2018 stilata da FIMI, Enemy si è classificato primo tra i vinili italiani venduti, e terzo in assoluto (dopo The Dark Side of the Moon e Nevermind).

## Tracce
1. INRI – 2:15
2. Sinnò me moro – 3:33
3. Mic Check (feat. Salmo) – 3:37
4. Casa mia (feat. Luchè & Capo Plaza) – 2:42
5. Sputapalline (feat. Coez) – 3:19
6. Niente x niente – 3:24
7. R.I.P. (feat. Achille Lauro) – 4:47
8. Vato loco – 2:07
9. Matanza (feat. Rkomi) – 3:08
10. Borotalco (feat. Carl Brave x Franco126) – 4:10
11. Mark Renton – 2:48
12. Lone Star – 3:19
13. Enemy – 2:38
14. Training Day – 3:33
15. Lobo – 2:46

## Classifiche

### Classifiche settimanali
| Classifica (2018) | Posizione massima |
| ----------------- | ----------------- |
| Italia            | 1                 |

### Classifiche di fine anno
| Classifica (2018) | Posizione |
| ----------------- | --------- |
| Italia            | 17        |